# Strada agro-silvo-pastorale
Una strada agro-silvo-pastorale è, secondo la deliberazione della giunta della regione Lombardia, una infrastruttura polifunzionale, finalizzata ad utilizzo prevalente di tipo agro-silvo-pastorale, non adibite quindi al pubblico transito, non soggette alle norme del codice della strada, nelle quali il transito è sottoposto all'applicazione di uno specifico regolamento.
Queste infrastrutture, sono quelle strade, sia di proprietà pubblica che di proprietà privata (in quest'ultimo caso possono, in caso di necessità, essere dichiarate di pubblica utilità) che solitamente uniscono aziende agro-silvo-pastorali, aree forestali e pascoli alle strade comunali.
Utilizzate frequentemente nel passato, oggi sono a rischio di abbandono e deperimento, sono solitamente sterrate e formate da una singola carreggiata di larghezza ridotta (anche per le nuove strade da costruire viene infatti fissato il limite massimo di larghezza di m 4,5).
Il loro accesso tramite automezzi è una prerogativa comunale, che può stabilirne il transito a pagamento.
Nella prima fase di attuazione della delibera è previsto un censimento delle strade attualmente esistenti e che possono rientrare a titolo in questa tipologia, vengono poi stabiliti i criteri per la progettazione e la costruzione di nuovi tracciati.